# 舍维伊
舍维伊（法語：Chevilly，法語發音：[ʃəviji] ⓘ）是法国卢瓦雷省的一个市镇，位于该省西部偏北，属于奥尔良区。

## 地理
舍维伊（48°1'44"N, 1°52'25"E）面积41.76 平方千米，位于法国中央-卢瓦尔河谷大区卢瓦雷省，该省份为法国中北部省份，北起埃松省，西北接厄尔-卢瓦省，西南接卢瓦-谢尔省，南至涅夫勒省和谢尔省，东临约讷省，东北接塞纳-马恩省。
与舍维伊接壤的市镇（或旧市镇、城区）包括：阿尔特奈、比西勒鲁瓦、塞尔科特、日迪、于埃特尔、圣利耶拉福雷、苏日。

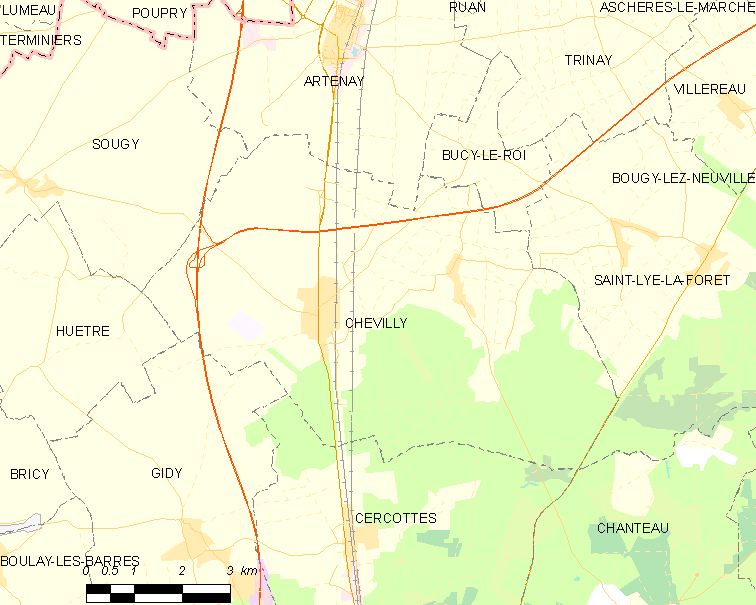
舍维伊的OSM定位图

舍维伊的时区为UTC+01:00、UTC+02:00（夏令时）。

## 行政
舍维伊的邮政编码为45520，INSEE市镇编码为45093。

## 政治
舍维伊所属的省级选区为卢瓦尔河畔默恩县。

## 人口

1962-2008年间舍维伊人口变化图示

舍维伊于2022年1月1日时的人口数量为2653人。